# Turó de les Monges
El Turó de les Monges és una muntanya de 241 metres que es troba al municipi d'Alella, a la comarca del Maresme.